# Hallo, ik ben een zanger
Hallo, ik ben een zanger is een single van Herman van Veen. Het is afkomstig van hun album Herman en de zes. Herman en de zes was een televisieserie voor kinderen uitgezonden door de KRO.
Hallo, ik ben een zanger, over wat een zanger doet, is geschreven door Herman van Veen en zijn vaste begeleider voor jaren Erik van der Wurff. De B-kant Op z’n fluitjes, geschreven en gespeeld door Erik van der Wurff, is een instrumentaal nummer. De solist speelt op fluitjes. De naam Herman van Veen staat zelfs niet op het platenlabel.
De single haalde noch de Nederlandse Top 40, noch de Nationale Hitparade, noch de Belgische BRT Top 30 en Ultratop 30